# Maksymus z Hiszpanii
Maksymus (Maximus, Maximus Tiranus) – rzymski uzurpator panujący w latach 409-411 na obszarze Półwyspu Iberyjskiego, ogłoszony cesarzem przez Gerontiusza, być może z nim spokrewnionego. 
Stosunki między Gerontiuszem a Konstantynem III są bardzo zagadkowe. Gerontiusz był jego wodzem i możliwe, iż jednym z tych, którzy proklamowali go cesarzem. Nie wiadomo dlaczego Gerontiusz w końcu obrócił się przeciwko swojemu suwerenowi. W 409 roku Konstantyn wysłał go wraz ze swoim synem Konstansem, na czele armii do Hiszpanii, gdzie mieli stłumić bunt podniesiony przez krewnych cesarza Honoriusza. Po zwycięstwie Konstans powrócił z jeńcami do ojca, a Gerontiusz został z większością sił w Hiszpanii. Wkrótce potem ogłosił Maksymusa nowym cesarzem Rzymu. Część badaczy sugeruje, że posunięcie to mogło być efektem strachu wodza przez odsunięciem go od armii przez Konstantyna. Inni wskazują, że być może liczył, iż tym posunięciem zyska sobie przychylność Honoriusza. Tak się jednak nie stało i nie otrzymał on żadnej pomocy z Italii, gdy wystąpił otwarcie przeciwko Konstantynowi III.
Maksymus wydaje się być tylko figurantem, choć wiadomo, że bił monety z własnym wizerunkiem w mennicy w Barcino, a z wykopalisk wiadomo, że za jego rządów naprawiono miejscowe mury. Po klęsce Gerontiusza w Hiszpanii i zwycięstwie prawowitego cesarza Honoriusza Maksymus "zbiegł w głąb Hiszpanii razem z barbarzyńcami".
Wśród naukowców pojawiają się głosy identyfikujące tego uzurpatora z lat 409-411 z Maksymusem, który między 419 a 421 rokiem wszczął rebelię na terenie Hiszpanii. Według Marcellinusa Komesa po klęsce buntu Maksymus został przewieziony do Rzymu i ścięty w 422 roku.